# UNMISET

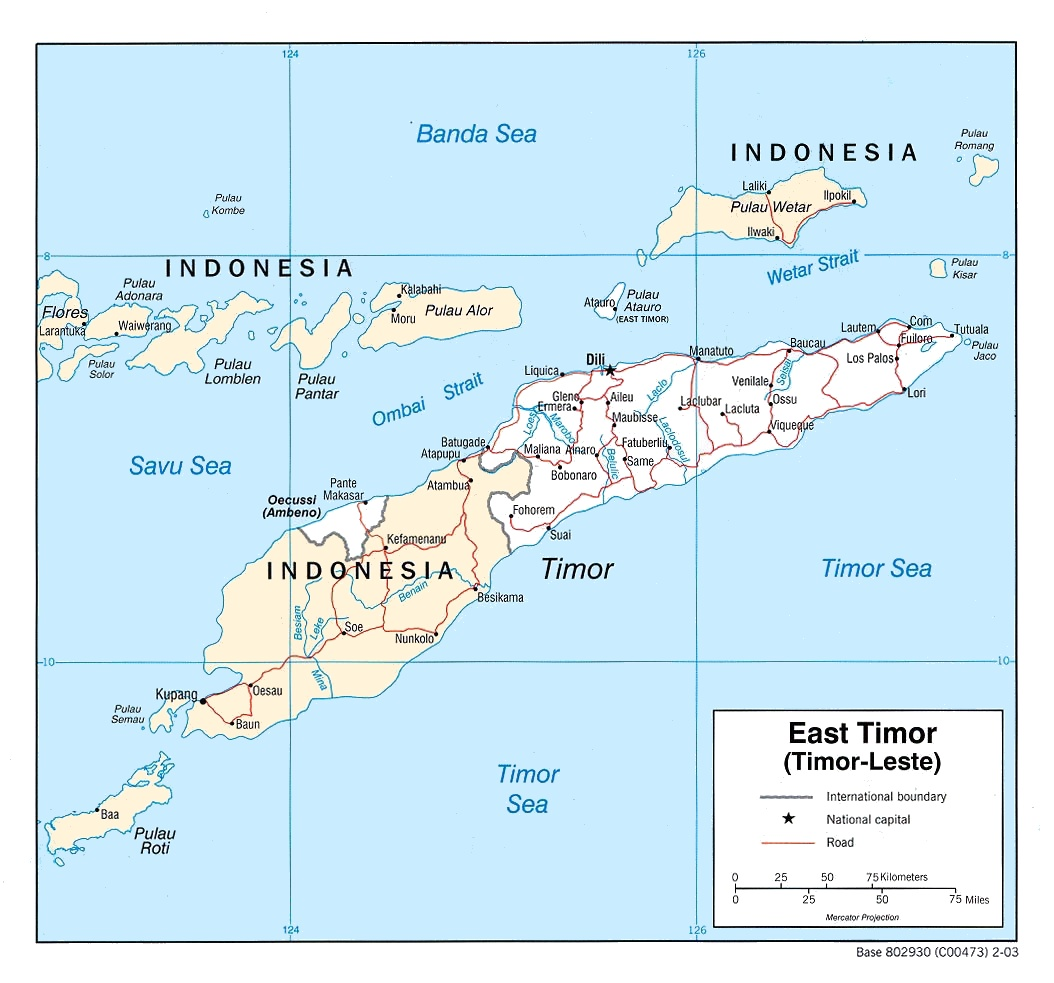
Kaart van Oost-Timor.

De United Nations Mission of Support to East Timor (UNMISET), of VN-ondersteuningsmissie voor Oost-Timor in het Nederlands, was een driejarige vredesoperatie van de Verenigde Naties in Oost-Timor.
De missie werd geleid door Japan. Er werden 1738 soldaten en zo'n 1000 man burgerpersoneel ingezet. Twaalf ervan kwamen om het leven. De missie kostte in totaal 193,34 miljoen Amerikaanse dollar.
Op 20 mei 2002 werd Oost-Timor een onafhankelijk land na decennia bezetting door Indonesië, de installatie van de voorgaande INTERFET-vredesmacht in 1999 en UNTAET, het tijdelijke bestuur van Oost-Timor. Op diezelfde dag werd UNMISET opgericht.
De deelnemende landen stuurden militairen en politie naar Oost-Timor die er onder controle van de Speciale Vertegenwoordiger van de secretaris-generaal van de Verenigde Naties kwamen. Het oorspronkelijke mandaat duurde één jaar. Na een vooruitgangsrapport van de secretaris-generaal werd die periode in 2003 verlengd met een jaar en vervolgens nogmaals.
De missie moest de veiligheid en ordehandhaving in Oost-Timor waarnemen nadat de Oost-Timorese politie en leger hiertoe na 1999 niet meer in staat waren. Intussen werden deze bevoegdheden geleidelijk aan weer overgedragen aan Oost-Timor zelf. Het mandaat van UNMISET liep uiteindelijk af op 20 mei 2005.